# Weymouth (Massachusetts)
Weymouth ist eine Stadt im Norfolk County des Bundesstaats Massachusetts in den Vereinigten Staaten.
Sie gehört zur Metropolregion Greater Boston. Das U.S. Census Bureau hat bei der Volkszählung 2020 eine Einwohnerzahl von 57.437 ermittelt.

## Geschichte
Die Stadt ist nach Weymouth in Dorset, einer Küstenstadt in England, benannt und ist nach Plymouth die zweitälteste Siedlung in Massachusetts. Weymouth wurde 1622 als Wessagusset von Thomas Weston gegründet, der der Hauptfinanzier der Plymouth-Kolonie gewesen war. Die Siedlung war ein Misserfolg, da die 60 Männer aus London schlecht auf die zum Überleben notwendigen Härten vorbereitet waren. Möglicherweise fehlte ihnen auch die Motivation der Pilger, da diese Kolonie rein wirtschaftlich motiviert war und die Männer ihre Familien nicht mitgebracht hatten. Viele verhungerten oder gingen später zurück nach England. Eine zweite Siedlung an dieser Stelle wurde im Jahr 1630 offiziell in die Massachusetts Bay Colony aufgenommen und 1635 zu einer Gemeinde.

## Demografie
Laut einer Schätzung von 2019 leben in Weymouth 57.746 Menschen. Die Bevölkerung teilt sich im selben Jahr auf in 84,3 % Weiße, 5,6 % Afroamerikaner, 0,1 % amerikanische Ureinwohner, 6,8 % Asiaten und 1,6 % mit zwei oder mehr Ethnizitäten. Hispanics oder Latinos aller Ethnien machten 3,8 % der Bevölkerung von Weymouth aus. Das mittlere Haushaltseinkommen lag bei 84.942 US-Dollar und die Armutsquote bei 6,0 %.
| Bevölkerungsentwicklung Bei den Daten handelt es sich um Volkszählungsergebnisse. | Bevölkerungsentwicklung Bei den Daten handelt es sich um Volkszählungsergebnisse. | Bevölkerungsentwicklung Bei den Daten handelt es sich um Volkszählungsergebnisse. | Bevölkerungsentwicklung Bei den Daten handelt es sich um Volkszählungsergebnisse. | Bevölkerungsentwicklung Bei den Daten handelt es sich um Volkszählungsergebnisse. | Bevölkerungsentwicklung Bei den Daten handelt es sich um Volkszählungsergebnisse. | Bevölkerungsentwicklung Bei den Daten handelt es sich um Volkszählungsergebnisse. | Bevölkerungsentwicklung Bei den Daten handelt es sich um Volkszählungsergebnisse. | Bevölkerungsentwicklung Bei den Daten handelt es sich um Volkszählungsergebnisse. | Bevölkerungsentwicklung Bei den Daten handelt es sich um Volkszählungsergebnisse. |
| --------------------------------------------------------------------------------- | --------------------------------------------------------------------------------- | --------------------------------------------------------------------------------- | --------------------------------------------------------------------------------- | --------------------------------------------------------------------------------- | --------------------------------------------------------------------------------- | --------------------------------------------------------------------------------- | --------------------------------------------------------------------------------- | --------------------------------------------------------------------------------- | --------------------------------------------------------------------------------- |
| Jahr                                                                              | 1940                                                                              | 1950                                                                              | 1960                                                                              | 1970                                                                              | 1980                                                                              | 1990                                                                              | 2000                                                                              | 2010                                                                              | 2020                                                                              |
| Einwohner                                                                         | 23.868                                                                            | 32.690                                                                            | 48.177                                                                            | 54.610                                                                            | 55.601                                                                            | 54.063                                                                            | 53.988                                                                            | 53.743                                                                            | 57.437                                                                            |

## Infrastruktur
Zu den nummerierten Straßen, die durch Weymouth führen, gehören die Massachusetts Routes 3, 3A, 18, 53, 58 und 139. Per Bahn und Bus ist die Stadt mit Boston verbunden und damit für den Pendlerverkehr geeignet.

## Söhne und Töchter der Stadt
- Abigail Adams (1744–1818), Gattin von John Adams
- Patrick V. McNamara (1894–1966), Politiker
- Richard Robbins (1940–2012), Komponist
- Bobby Sheehan (* 1949), Eishockeyspieler
- Nate Corddry (* 1977), Schauspieler und Synchronsprecher
- Charlie Coyle (* 1992), Eishockeyspieler